# Rue Henri Deraedt
La rue Henri Deraedt est une voie bruxelloise de la commune d'Auderghem qui relie la rue Jean-Baptiste Vannypen et la rue Georges Huygens sur une longueur de 130 mètres. Elle est située dans le quartier du Transvaal.

## Historique et description
Ce nouveau quartier autour de ce qu'on appelait jadis le Home Prince Albert (Home Fabiola) fut inauguré en 1958. Le collège donna les noms de trois anciens échevins (un par parti politique) aux nouvelles artères et de fleurs aux sentiers adjacents. Le sanatorium Prince Charles, qui ouvrit ses portes peu après la fin de la Première Guerre mondiale, a servi jusqu'en 1956 à prodiguer des soins à des milliers d'enfants menacés par la tuberculose. Des parties du domaine en furent loties pour y tracer ces trois rues. 
Dans cette zone résidentielle, la rue Deraedt se compose uniquement de jardins. Nul n'y est domicilié.

### Origine du nom
Celle-ci est nommée d'après Henri Deraedt, ancien échevin socialiste.